# Claude Bénard
Claude Bénard   (París, 6 d'octubre de 1926) és un atleta francès, especialista en el salt d'alçada, que va competir durant les dècades de 1940 i 1950.
El 1948 va prendre part en els Jocs Olímpics d'Estiu de Londres, on fou quedà eliminat en la ronda de classificació per a la final de la prova del salt d'alçada del programa d'atletisme. Quatre anys més tard, als Jocs de Hèlsinki, fou divuitè en la classificació final de la mateixa prova.
En el seu palmarès destaca una medalla de bronze en la prova del salt d'alçada al Campionat d'Europa d'atletisme de 1950, rere Alan Paterson i Arne Åhman. Va ser subcampió de França el 1952 i el 1953 i medallista de bronze el 1948, 1950 i 1951.

## Millors marques
- Salt d'alçada. 1m 96cm (1950)[4]